# Emile Appay

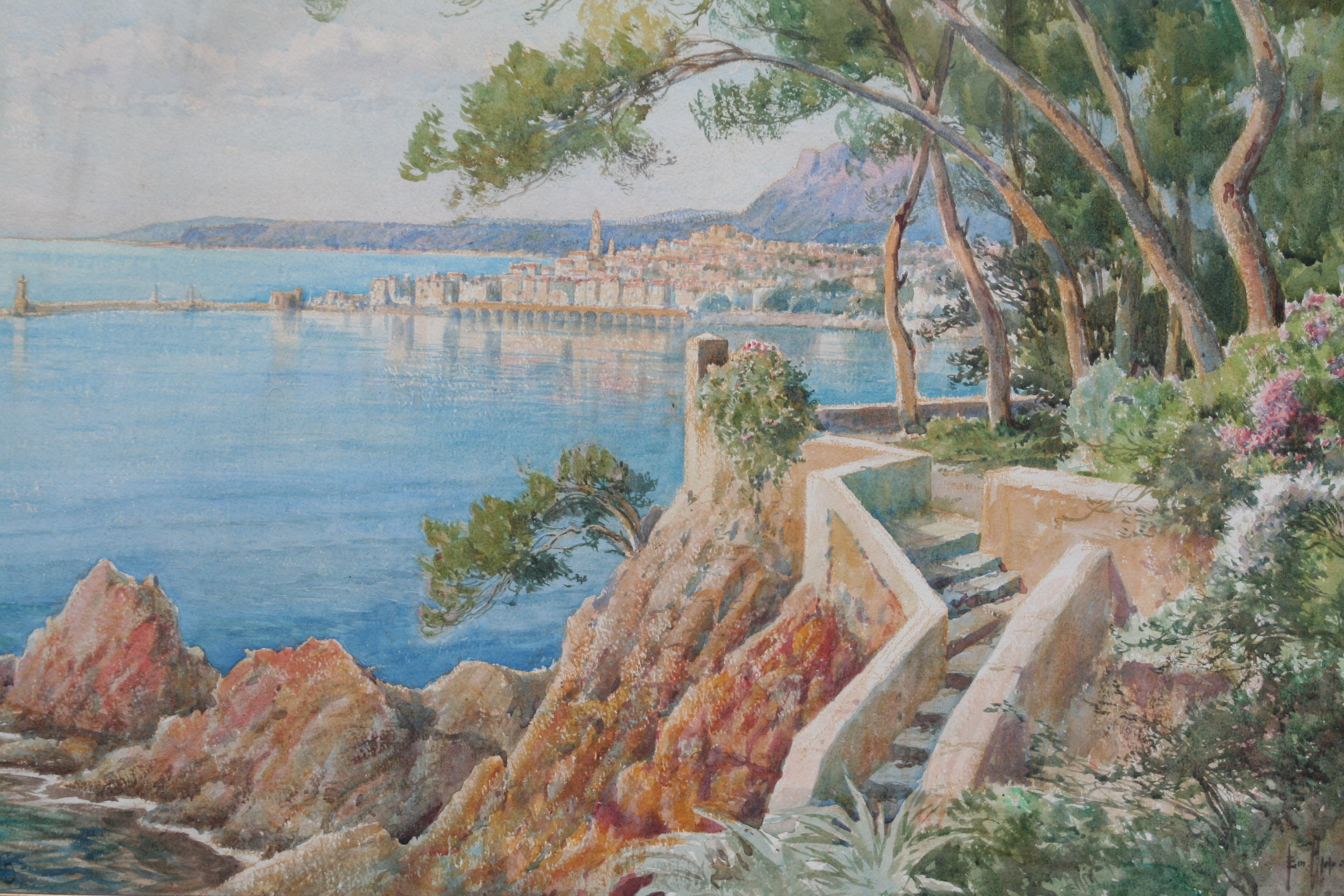
Emile Appay: Menton

Emile Appay (* 1876; † 1935) war ein französischer Landschaftsmaler und Aquarellist.

## Leben
Appay erhielt seine künstlerische Ausbildung beim Großvater, der als Lithographiedrucker tätig war. Zu seinen Lehrern gehörten weiterhin der Landschaftsmaler Henri Harpignies (1819–1916) und Paul Lecomte. Zwischen 1922 und 1932 bereiste Appay Europa. Er war Mitglied der Société des Artistes Français und nahm an deren Ausstellungen teil. Er malte besonders Landschaften der Provence und der Côte d’Azur, häufig in Aquarell und Pastell. Außerdem wirkte er als Bühnenmaler für Regisseur Georges Pitoëff. 1935 starb er bei einem Unfall.
Der Kunstmarkt bewertet seine Werke mit unter 1000 US-Dollar.

## Werke (Auswahl)
Zu seinen späteren Landschaften gehören:
- Der Hafen von Marseille (frz. Le port de Marseille) – Aquarell (38 × 57 cm)
- Rue des halles et tour Charlemagne à Tours – Aquarell (39,5 × 29 cm)
- Menton – (70 × 54 cm)
- Brücke über die Seine bei Rouen (frz. Pont sur la Seine à Rouen) – Ölgemälde (38 × 55 cm)
- Vue de la Salute, Venise – Ölgemälde (38 × 55 cm)
- Rue de Louviers animée (Eure) – Aquarell (33 × 44 cm)
- Le Château Gaillard – Au petit Andely – Aquarell (60 × 75 cm)